# Bratkowskoje
Bratkowskoje (ros. Братковское) – wieś w Rosji, w Kraju Krasnodarskim, w rejonie korienowskim. W 2010 liczyła 1371 mieszkańców.